# Bī Namad
Bī Namad (persiska: بينَمَد, بی نمد, Bīnamad) är en ort i Iran.   Den ligger i provinsen Mazandaran, i den norra delen av landet, 140 km nordost om huvudstaden Teheran. Antalet invånare är 593.
Terrängen runt Bī Namad är mycket platt, och sluttar norrut. Runt Bī Namad är det tätbefolkat, med 286 invånare per kvadratkilometer. Närmaste större samhälle är Babol, 15,4 km öster om Bī Namad. Trakten runt Bī Namad består till största delen av jordbruksmark.